# デイビッド・ウェズリー
デイビッド・ウェズリー（David Barakau Wesley、1970年11月14日 - ）はアメリカ合衆国の元バスケットボール選手。テキサス州サンアントニオ出身。NBAのシャーロット・ホーネッツなどで活躍した。ポジションはガード。

## 経歴
当初テンプル大学に入学、その後ベイラー大学に編入した。1993年に大学を卒業するが、185cm、92kgの小さな体格が災いし、1993年のNBAドラフトではドラフトされず、下部リーグのCBAで修行を積む。93-94シーズンにニュージャージー・ネッツに入団。60試合に出場するが、ローテーションに食い込めずオフに放出。ボストン・セルティックスに入団する。
セルティックスに移籍後は素質が開花。特に移籍3シーズン目となった96-97シーズンにはキャリアハイの7.3アシストを記録するなどチームの中心選手に成長した。シーズン終了後シャーロット・ホーネッツ（現ニューオーリンズ・ペリカンズ）に移籍。
ホーネッツ移籍後もバロン・デイビス、ジャマール・マッシュバーンらと共にチームを7シーズン以上引っ張る。
ホーネッツ8年目の04-05シーズン途中、シューターを必要としていたヒューストン・ロケッツに移籍。スターターに抜擢され、トレイシー・マグレディや、姚明のフォローをこなす。
FAになっていた2006年オフ、クリーブランド・キャバリアーズに移籍したが、そのシーズン35試合に出場、自己最低の平均2.1得点、1.0リバウンド、1.1アシストに終わった。チームはNBAファイナルに進出したがウェズリーがプレータイムを与えられることはなかった。2007年9月29日、セドリック・シモンズとのトレードでホーネッツに移籍した。10月29日、バーナード・ロビンソン、ミレ・イリッチ及び金銭と引き換えにニュージャージー・ネッツに移籍したが、11月1日チームから解雇され、そのまま現役を引退した。

## 人物
- マンツーマンディフェンスとアウトサイドシュートに優れていた。
- 元NBA選手のマイケル・ディッカーソンとは従兄弟同士である[2]。
- 通算得点は11,769得点で、ドラフトで指名されなかった選手の中ではモーゼス・マローンに次ぐ記録である。